# القريات (خنفر)

تعديل مصدري - تعديل

القريات هي إحدى قرى عزلة جعار بمديرية خنفر التابعة لمحافظة أبين، بلغ تعداد سكانها 228 نسمة حسب تعداد اليمن لعام 2004.